# Powiat zaleszczycki (II Rzeczpospolita)
Powiat zaleszczycki – powiat województwa tarnopolskiego II Rzeczypospolitej. Jego siedzibą było miasto Zaleszczyki. 1 sierpnia 1934 r. dokonano nowego podziału powiatu na gminy wiejskie.

## zmiany administracyjne
1 kwietnia 1928 gminę Beremiany przenisiono z powiatu zaleszczyckiego do powiatu buczackiego.

## Gminy wiejskie w 1934 r.
- gmina Kasperowce
- gmina Koszyłowce
- gmina Drohiczówka
- gmina Sińków
- gmina Tłuste Wieś
- gmina Uhryńkowce
- gmina Uścieczko
- gmina Zaleszczyki

## Miasta
- Zaleszczyki
- Tłuste

## Starostowie
- Władysław Porański (kierownik, od 1925 starosta)[3]
- Józef Krzyżanowski (1927-1939)[4][5][6][7]